# Игрок (теория игр)
Игрок (англ. player) в теории игр — рациональный индивид, имеющий заинтересованность в исходе игры и возможности воздействовать на него.
Рациональность игрока в данном определении означает, что он обладает некоторой согласованной системой предпочтений на исходах игры, неизменной на всём её протяжении и выбирает свои действия с целью достижения наилучшего, с точки зрения этой системы, исхода, используя всю имеющуюся в его распоряжении информацию. При этом под согласованностью системы предпочтений понимается, что она 
представима, по крайней мере, частичным порядком, т.е. для пары исходов игры индивид может указать, является ли один лучше другого или они для него безразличны.
Заинтересованность игрока в исходе игры означает, что не все исходы одинаково предпочтительны для игрока, т.е. он имеет стимулы к выбору некоторого их подмножества.
Наличие возможностей воздействия на исход игры состоит в том, что игрок может своими действиями, по крайней мере, частично влиять на то, какой исход будет реализован. Как правило, возможности игроков моделируются в задаче теории игр при помощи множеств их стратегий. В простейшей статической постановке некооперативной игры, её исход (ситуация) представляет собой набор стратегий, выбранных всеми участвующими игроками.